# Mexipedium
Mexipedium là một chi thực vật có hoa trong họ Lan.